# Příbram IV
Příbram IV je část města Příbram v okrese Příbram ve Středočeském kraji. Je zde evidováno 373 adres. V roce 2011 zde trvale žilo 1720 obyvatel.
Příbram IV leží v katastrálních územích Příbram a Březové Hory.
Příbram IV se nachází západně od centra města, na levém břehu Příbramského potoka, mezi centrem a Březovými Horami. Spadá do ní sídelní jednotka U nádraží, v níž leží železniční i autobusové nádraží, a sídelní jednotka Na pahorku.

## Historie
Příbram IV vznikla k 1. lednu 1980 jako část města Příbram ve stejnojmenném okrese.

## Obyvatelstvo
| Rok            | 1869 | 1880 | 1890 | 1900 | 1910 | 1921 | 1930 | 1950 | 1961 | 1970  | 1980  | 1991  | 2001  | 2011  | 2021  |
| -------------- | ---- | ---- | ---- | ---- | ---- | ---- | ---- | ---- | ---- | ----- | ----- | ----- | ----- | ----- | ----- |
| Počet obyvatel | 0    | 0    | 0    | 0    | 0    | 0    | 0    | 0    | 0    | 2 209 | 2 053 | 1 747 | 1 755 | 1 720 | 1 650 |
| Počet domů     | 0    | 0    | 0    | 0    | 0    | 0    | 0    | 0    | 0    | 336   | 297   | 308   | 304   | 309   | 316   |